# Михайловский собор (Выдубицкий монастырь)
Миха́йловский собо́р, храм во и́мя Архистрати́га Михаи́ла — одна из древнейших построек и памятник архитектуры XI—XVIII веков в ансамбле Выдубицкого монастыря. Собор был сооружён в 1070—1088 годах Всеволодом Ярославичем, сыном Ярослава Мудрого.

## История
В 1070 году киевским князем Всеволодом Ярославичем был заложен и построен собор Архистратига Михаила по случаю рождения своего сына Ростислава. После строительства был освящён митрополитом Иоанном III.

Изначально собор представлял собой крестово-купольное, трёхнефное шестистолпное, вытянутое по восточно-западной оси сооружение с узкими боковыми нефами, построенное в технике утопленного ряда. С севера и юга к собору примыкали княжеские усыпальницы.
С точки зрения геологии, место, выбранное для возведения собора, было сложным — на обрыве, прямо над Днепром. Поэтому, уже с XII века восточную стену храма периодически разрушали оползни, случавшиеся вследствие наводнений, подмывавших берег.

При княжении Рюрика Ростиславича с 10 июля по 24 сентября 1199 года зодчим Петром Милонегом была сооружена подпорная стена (Выдубицкая стена, не сохранилась), поддерживавшая склон холма, на котором стоял храм.
Тем не менее, в XVI веке половина Михайловской церкви (купол и вся алтарная часть) всё же рухнула в Днепр вместе с подпорной стеной Милонега.
В середине XVII века полуразрушенный храм реставрировал на собственные средства митрополит Пётр Могила, при котором в 1630-е годы Выдубицкий монастырь был отобран у униатов. Интерьер собора был поделён на два этажа сводами, сохранившимися до наших времён. В нижней части расположился Михайловский алтарь, а в верхней — в честь Благовещения. Алтарь и купол были сооружены из дерева.
После пожара 1760 года и уничтожения деревянных пристроек, собор был восстановлен в 1767—1769 годах архитектором М. И. Юрасовым в стиле украинского барокко, по проекту которого был сооружён каменный алтарь и завершение купола — «баня».
В 1920—1930 годах Михайловский собор принадлежал УАПЦ.

В 1934 году, после ареста последнего настоятеля отца Павла (Высочанского) собор был закрыт. Здание использовалось как военный склад. После Великой Отечественной войны в нём размещалась часть фондов Центральной научной библиотеки.

С 1975 года в нём располагались фонды Института археологии.

Архитектурно-археологические исследования собора в разное время проводили: А. Д. Эртель и В. П. Пещанский в 1916 году, М. К. Каргер в 1945 году, И. И. Мовчан в 1972—1973 годах.

Во время реставрационных работ в 1974—1981 годах в интерьере была обнаружена фресковая живопись XI века и росписи XVIII—XIX веков.
В южной стороны собора находится небольшое здание отпевальни, построенное в середине XVIII века.

На фасаде Михайловского собора в 1982 году, в связи с празднованием 1500-летия основания Киева, была установлена мемориальная доска Петру Милонегу. Доска выполнена из гранита, на ней — барельефный портрет Милонега. Архитектор проекта — В. В. Савченко.
В 1991 году храм был передан УПЦ КП.
В наши дни из домонгольских времён сохранилось две стены с характерной кладкой периода Киевской Руси.